# 波西 (巴西)
波西（葡萄牙語：Posse）是巴西戈亚斯州的一个市镇。总面积1949平方公里，总人口27932人，人口密度14.3人/平方公里。